# Liste der größten Tennisstadien der Welt

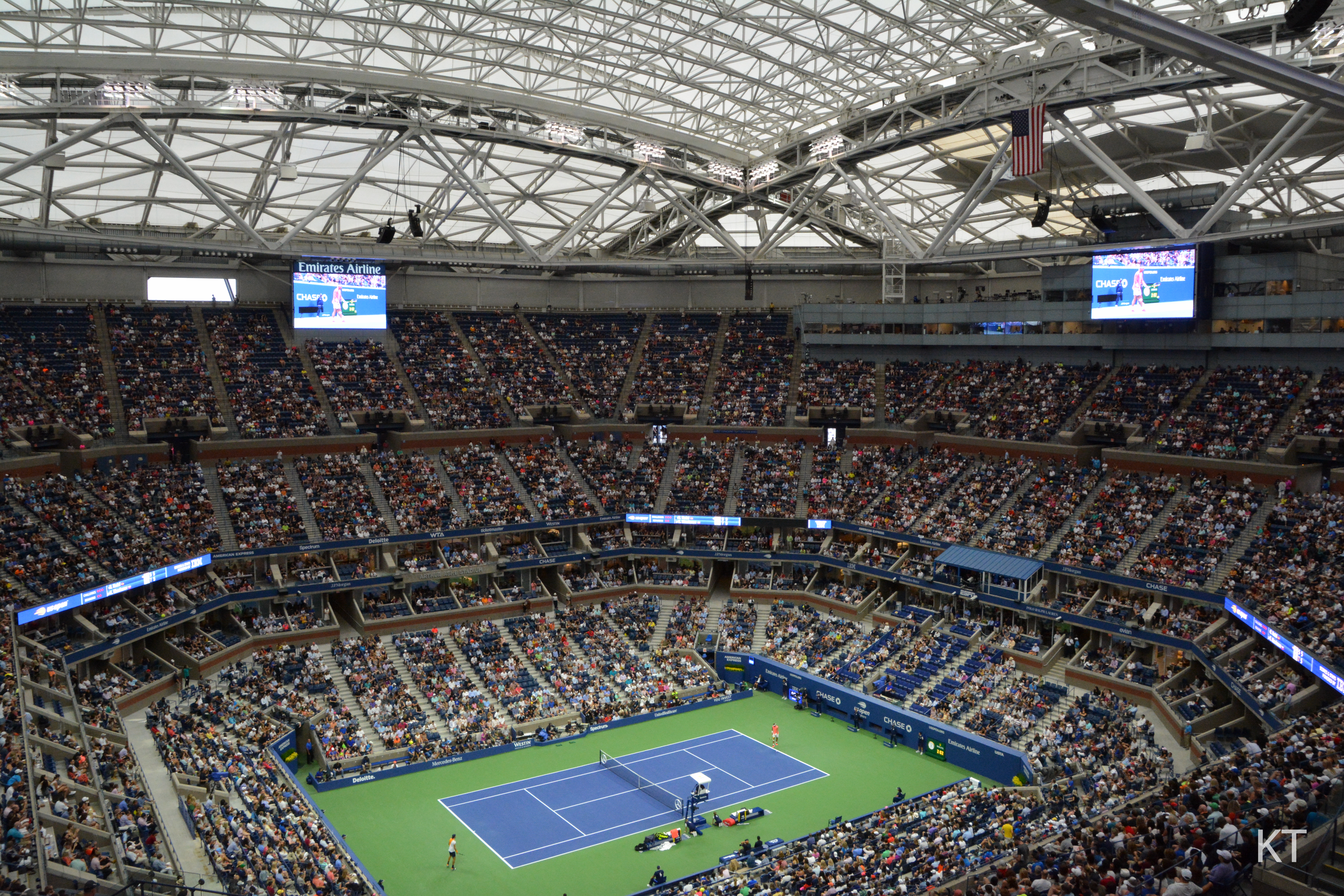
Arthur Ashe Stadium

Die Liste der größten Tennisstadien der Welt umfasst alle Stadien der Welt ab einer Kapazität von 7.000 Plätzen.

## Aktuell in Nutzung
| Rang | Plätze | Name                                            | Stadt         | Nutzung                                               |
| ---- | ------ | ----------------------------------------------- | ------------- | ----------------------------------------------------- |
| 1    | 23.771 | Arthur Ashe Stadium                             | New York City | US Open                                               |
| 2    | 16.102 | Indian Wells Tennis Garden                      | Indian Wells  | WTA Indian Wells, Indian Wells Masters                |
| 3    | 15.818 | Rotterdam Ahoy                                  | Rotterdam     | ATP Rotterdam                                         |
| 4    | 15.609 | Accor Arena                                     | Paris         | Paris Masters                                         |
| 5    | 15.225 | Court Philippe Chatrier                         | Paris         | French Open, Olympische Sommerspiele 2024             |
| 6    | 15.000 | Court Suzanne Lenglen                           | Paris         | French Open, Olympische Sommerspiele 2024             |
| 6    | 15.000 | Qizhong Forest Sports City Arena                | Shanghai      | Shanghai Masters                                      |
| 6    | 15.000 | Nationales Tenniszentrum Peking (Diamond Court) | Peking        | WTA Peking, ATP Peking                                |
| 9    | 14.979 | Wimbledon Centre Court                          | London        | Wimbledon Championships, Olympische Sommerspiele 2012 |
| 10   | 14.820 | Rod Laver Arena                                 | Melbourne     | Australian Open                                       |
| 11   | 14.053 | Louis Armstrong Stadium                         | New York City | US Open                                               |
| 12   | 14.000 | Hard Rock Stadium                               | Miami Gardens | Miami Masters                                         |
| 12   | 14.000 | RAC Arena                                       | Perth         | Hopman Cup                                            |
| 14   | 12.500 | Aviva Centre                                    | Toronto       | WTA Kanada, Kanada Masters                            |
| 15   | 12.442 | Caja Mágica (Estadio Manolo Santana)            | Madrid        | WTA Madrid, Madrid Masters                            |
| 16   | 12.400 | St. Jakobshalle                                 | Basel         | Swiss Indoors                                         |
| 17   | 12.300 | OWL Arena                                       | Halle         | ATP Halle                                             |
| 18   | 12.000 | Singapore Indoor Stadium                        | Singapur      | WTA Tour Championships                                |
| 19   | 11.815 | Stade IGA                                       | Montreal      | WTA Kanada, Kanada Masters                            |
| 20   | 11.435 | Lindner Family Tennis Center (Center Court)     | Mason         | WTA Cincinnati, Cincinnati Masters                    |
| 21   | 11.429 | No. 1 Court                                     | London        | Wimbledon Championships                               |
| 22   | 11.400 | Olimpijski                                      | Moskau        | WTA Moskau, ATP Moskau                                |
| 23   | 10.500 | Foro Italico, Campo Centrale                    | Rom           | WTA Rom, Italian Open                                 |
| 24   | 10.300 | John Cain Arena                                 | Melbourne     | Australian Open                                       |
| 25   | 10.200 | Family Circle Tennis Center                     | Charleston    | WTA Charleston                                        |
| 25   | 10.200 | Monte Carlo Country Club                        | Monaco        | Monte Carlo Masters                                   |
| 25   | 10.200 | Nationales Tenniszentrum Peking (Lotus Court)   | Peking        | WTA Peking, ATP Peking                                |
| 25   | 10.200 | Ariake Coliseum                                 | Tokio         | WTA Tokio, WTA Tokio II, ATP Tokio                    |
| 29   | 10.000 | Tennisstadion am Rothenbaum                     | Hamburg       | ATP Hamburg, WTA Hamburg                              |
| 30   | 09.931 | Seoul Olympic Park Tennis Center                | Seoul         | WTA Seoul, Olympische Sommerspiele 1988               |
| 31   | 08.000 | Devonshire Park Lawn Tennis Centre              | Eastbourne    | WTA Eastbourne, ATP Eastbourne                        |
| 32   | 07.500 | Estoril Court Central                           | Oeiras        | WTA Oeiras, ATP Estoril                               |
| 32   | 07.500 | Margaret Court Arena                            | Melbourne     | Australian Open                                       |
| 34   | 07.000 | Steffi-Graf-Stadion                             | Berlin        | WTA Berlin                                            |

## Früher in Nutzung
| Rang | Plätze | Name                          | Stadt                | Nutzung                       |
| ---- | ------ | ----------------------------- | -------------------- | ----------------------------- |
| 1    | 21.000 | Sydney SuperDome              | Sydney               | Tennis Masters Cup            |
| 2    | 18.400 | Sportpaleis                   | Antwerpen            | WTA Antwerpen                 |
| 3    | 17.500 | The O₂ Arena                  | London               | ATP Finals (2009–2020)        |
| 4    | 13.800 | Tennis Center at Crandon Park | Key Biscayne         | WTA Miami, Miami Masters      |
| 5    | 13.000 | Cullman-Heyman Tennis Center  | New Haven            | WTA New Haven                 |
| 6    | 12.395 | Arena Armeec Sofia            | Sofia                | WTA Tournament of Champions   |
| 7    | 10.500 | Ken Rosewall Arena            | Sydney               | WTA Sydney, ATP Sydney        |
| 8    | 10.000 | Indianapolis Tennis Center    | Indianapolis         | ATP Indianapolis, ATP Atlanta |
| 8    | 10.000 | Maria Esther Bueno Stadion    | Rio de Janeiro       | Olympische Sommerspiele 2016  |
| 10   | 08.600 | Olympia-Sportkomplex Athen    | Athen                | Olympische Sommerspiele 2004  |
| 11   | 08.000 | Home Depot Center             | Carson (Kalifornien) | WTA Los Angeles               |